# Edinburgh Castle
Edinburgh Castle (Schots-Gaelisch: Caisteal Dhùn Éideann) is een kasteel in de Schotse hoofdstad Edinburgh. Het kasteel staat op Castle Rock, een oude vulkanische plug. De meeste gebouwen van het huidige kasteel zijn 17e-eeuws. De Schotse kroonjuwelen en de Stone of Scone of Stone of Destiny, waarop de koningen van Schotland werden gekroond, zijn hier te bezichtigen.

## Geschiedenis

### Din Eidyn
In de bronstijd, circa 900 v.Chr., was de Castle Rock zeker bewoond. Pas in 600 na Christus is er een vermelding van een versterking genaamd Din Eidyn gebouwd op de rots. Deze versterking was het eigendom van Mynyddog Mwynfawr the magnificent, koning van de Votadini of Gododdin.
De bard van de koning, Aneirin, schreef een gedicht dat verhaalt over een grote slag in Yorkshire tussen de Gododdin en de Angelen, die uit Europa kwamen. De Gododdin verloren de slag; Din Eidyn werd belegerd en in 638 ingenomen. De Angelen veranderden de naam in Edinburgh.
Rond 843 verenigden de Picten en de Schotten, die ten noorden van Forth en Clyde woonden, zich tot één natie: Schotland. In 1018 versloeg Malcolm II de Angelen (of Engelsen) bij Carham, waarmee Edinburgh in Schotse handen kwam.

### Castle of Maidens
In 1093 is er sprake van een koninklijk kasteel genaamd de Castle of Maidens. Koningin Margaretha, echtgenote van Malcolm III, stierf er dat jaar, nadat zij had vernomen dat Malcolm III samen met zijn oudste zoon was gesneuveld bij Alnwick, vechtende tegen de Vikingen.
Het was Malcolms zoon en uiteindelijke opvolger David I die Edinburgh tot belangrijkste koninklijke residentie maakte. Tot dan toe was dat Perth en later Dunfermline geweest.
In 1140 kwam voor het eerst het Parlement van Schotland bij elkaar in Edinburgh Castle.

### Onafhankelijkheidsoorlogen

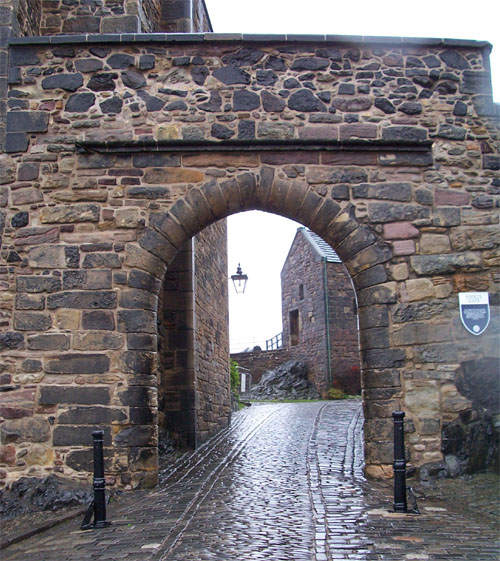
Foog's Gate (17e-eeuws) met op de achtergrond St. Margaret's Chapel (12e-eeuws)

Eduard I van Engeland viel Schotland binnen in 1296 en nam na een belegering van drie dagen Edinburgh Castle in.
Op 14 maart 1314 veroverde Sir Thomas Randolph, eerste graaf van Moray, neef van Robert the Bruce het kasteel op de Engelsen. Op bevel van Robert the Bruce werd het kasteel onbruikbaar gemaakt, zodat het niet meer door de Engelsen te gebruiken zou zijn. Alleen de kleine St Margaret's Chapel bleef gespaard. Sindsdien is deze kapel het oudste nog bestaande gebouw in Edinburgh. Drie maanden later wonnen de Schotten de Slag bij Bannockburn.
Gedurende 20 jaar was het kasteel onbewoond. Na de dood van Robert the Bruce in 1329 brak er weer oorlog uit en in 1335 was het kasteel wederom in Engelse handen. In april 1341 wist Sir William Douglas, eerste graaf van Douglas, Edinburgh Castle terug te veroveren door middel van een list. Met 200 Schotten vermomd als zeelieden aan boord van een provisieschip voor het kasteel werd hij door het nietsvermoedende garnizoen binnen gelaten. Het garnizoen, 100 man sterk, werd uitgemoord.

### Koninklijk kasteel
David II van Schotland, zoon van Robert the Bruce, herbouwde onder zijn regering het kasteel. Naar hem is David's Tower genoemd, waarvan delen zijn geïncorporeerd in de huidige Half Moon Battery. Hij stierf in Edinburgh Castle in 1371.
Jacobus III bouwde tijdens zijn regering (1460-1488) een nieuwe koninklijke residentie rondom de centrale binnenplaats, de Crown Square. Zijn zoon, Jacobus IV voegde daar de Great Hall aan toe in 1511.
Latere koningen gebruikten Palace of Holyroodhouse aan de Royal Mile als hun belangrijkste residentie, tenzij protocol anders vereiste. Toen bijvoorbeeld in 1566 Maria I van Schotland een kind verwachtte, dat de opvolger zou zijn van de troon van Schotland, Engeland en Ierland, nam zij haar intrek in het kasteel, waar op 19 juni Jacobus VI geboren werd.
In 1567 huwde Maria I van Schotland James Hepburn, graaf van Bothwell. De Schotse edelen kwamen in opstand en sloten haar op in Lochleven Castle. Zij trad af ten gunste van haar minderjarige zoon. Tien maanden na haar gevangenneming wist zij te ontsnappen naar koningin Elizabeth I van Engeland.
Onder haar aanhangers bevond zich ook de beheerder van Edinburgh Castle, Sir William Kirkcaldy of Grange, die in de zomer van 1571 het kasteel nog steeds in handen had in haar naam. De belegering door het regentenleger duurde meer dan een jaar en kreeg dan ook de naam de Long Siege. In 1573 vroegen de belegeraars hulp van koningin Elizabeth, die 20 zware kanonnen stuurde vanuit Berwick. Gedurende een bombardement van tien dagen werd de oostzijde van het kasteel in puin geschoten, inclusief David's Tower en de Constable's Tower. Het puin van de torens blokkeerde de enige watertoevoer voor het kasteel, de Fore Well en Kirkcaldy moest zich overgeven. Hij werd geëxecuteerd.

### Garnizoenskasteel
In 1633 bracht de zoon van Jacobus VI, Karel I van Engeland de nacht door in Edinburgh Castle; de dag erna werd hij gekroond. Na zijn executie in 1649 en de niet unanieme ondersteuning van zijn opvolger, kwam Oliver Cromwell naar Schotland. Op het eind van het jaar 1650 had deze zijn hoofdkwartier ingericht in Edinburgh Castle. Hiermee werd er een permanent garnizoen gestationeerd in het kasteel. De inrichting van het kasteel werd drastisch veranderd. Zo werd het Royal Gunhouse in 1708 vervangen door het Queen Anne Building en werd St. Mary's Church afgebroken in 1755. Nu staat daar het Scottish National War Memorial.
De vernieuwde verdedigingswerken bewezen hun nut tijdens de opstanden van de Jakobieten, die ondanks verscheidene pogingen er niet in slaagden Edinburgh Castle in te nemen. De laatste poging vond plaats in 1745 en dat was tevens de laatste keer dat het kasteel werd aangevallen. Sinds 1861 wordt er op het kasteel een kanon afgeschoten om 13:00 uur precies. De knal reikt zo ver als de Firth of Forth, waardoor de scheepvaart de klok goed kan zetten.

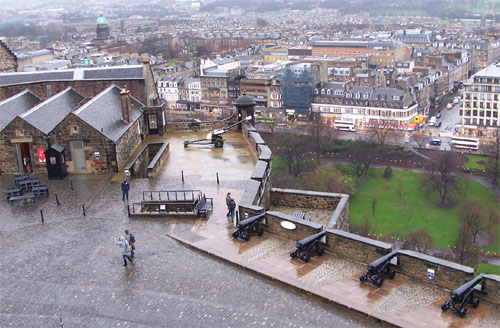
Argyle Battery met One O'Clock Gun

## Bouw
In de 11e eeuw bestond het kasteel voornamelijk uit hout en beperkte het zich tot de Upper Ward. Enkel St Margaret's Chapel en de St. Mary's Church waren van steen. Het zal pas in de 13e eeuw zijn geweest dat al het hout werd vervangen door steen. De meeste huidige gebouwen en versterkingen stammen uit de 17e eeuw.
Een nieuw poortgebouw werd in 1888 uit esthetische overwegingen aan het kasteel toegevoegd. De ingang wordt geflankeerd door de in 1929 toegevoegde bronzen standbeelden van Sir William Wallace, de overwinnaar van de Slag bij Stirling Bridge in 1297 en koning Robert the Bruce, overwinnaar van de Slag om Bannockburn in 1314.
Aan de noordzijde van het kasteel bevindt zich de Argyle Battery bestaande uit zes kanonnen. Deze versterking is gebouwd in tussen 1730 en 1740 en genoemd naar de hertog van Argyll, de overwinnaar van de Slag om Sheriffmuir in 1715. Links naast deze batterij en rechts van de karrenschuren bevindt zich de One O'Clock Gun die elke dag, behalve op zondag, Goede Vrijdag en kerstdagen, wordt afgevuurd om 13.00 uur. Het kanon werd voor het eerst afgevuurd op 7 juni 1861. Het afvuren diende als hoorbaar tijdssignaal voor de schepen in de haven.
De Half Moon Battery werd aan de oostzijde van het kasteel gebouwd na de Long Siege van 1571-1573 boven op de resten van David's Tower. Het Royal Palace ligt achter deze versterking. Aansluitend aan de zuidkant ligt de Great Hall uit 1511, die in 1891 werd gerestaureerd. Beide grenzen aan de 15e-eeuwse Crown Square, waar eveneens het Queen Anne Building, de behuizing voor de officieren en kanonniers, en het Scottish National War Memorial aan liggen.

## Kroonjuwelen
In de Royal Palace bevindt zich de Crown Room waar de kroonjuwelen van Schotland worden bewaard. Hier bevindt zich ook de Stone of Scone ofwel de Stone of Destiny waarop de koningen van Schotland traditioneel gekroond werden. De kroonjuwelen, de "honours of Scotland",  bestaan uit een kroon, scepter en rijkszwaard. Deze zijn gemaakt ten tijde van Jacobus IV van Schotland en Jacobus V van Schotland en werden voor het eerst gebruikt tijdens de kroning van Maria I van Schotland in Stirling Castle in 1543.
Eind 1650 werden de kroonjuwelen naar Scone gebracht voor de kroning van Karel II van Engeland op 1 januari 1651. Gedurende tien jaar werden ze voor Oliver Cromwell verborgen gehouden, eerst in Dunnottar Castle in Kincardineshire, daarna onder de vloer van de nabijgelegen Kinneff Church. Na het verdrag Treaty of Union uit 1707 werden de kroonjuwelen weggesloten in de Crown Room, totdat in 1818 Sir Walter Scott de ruimte open brak (met toestemming van George IV). Sindsdien werd het gebruik om ze een nieuwe monarch bij zijn / haar eerste bezoek aan Schotland in een plechtige ceremonie officieel te overhandigen, waarna ze weer worden opgeborgen. Dit gebeurde op 5 juli 2023 bij de ontvangst van koning Charles III, twee maanden na zijn kroning in Londen, waar wel de Stone of Scone aanwezig was in Westminster Cathedral.

## St Margaret's Chapel

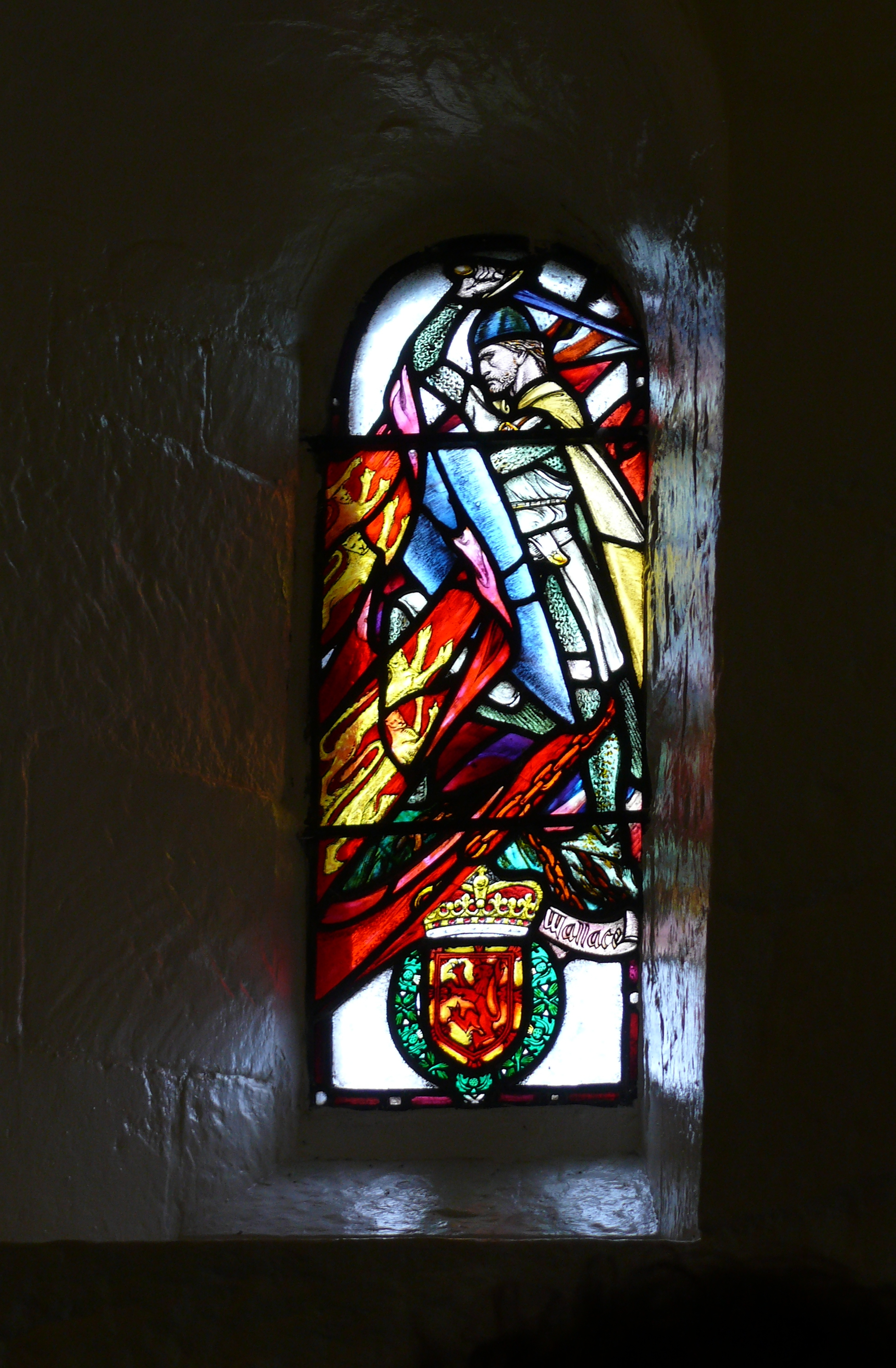
Glasraam, dat William Wallace voorstelt, in St Margaret's Chapel

Binnen de muren is de kleine kapel St Margaret's Chapel te vinden. Deze kapel werd in het begin van de 12e eeuw gebouwd, waarschijnlijk in opdracht van koning David de Eerste.
Toen het kasteel op 14 maart 1314, in opdracht van Robert I van Schotland met de grond gelijk werd gemaakt, bleef alleen deze kapel gespaard. Sindsdien is de kapel het oudste gebouw in de stad. Op zijn sterfbed in 1329 gaf Robert I opdracht om de kapel, die in verval geraakt was, te herstellen.
Tijdens de Reformatie raakte de kapel in onbruik. Zowel in de 16e als in de 19e eeuw werd deze zelfs gebruikt als opslagplaats voor buskruit. In 1853 werd de kapel weer gerestaureerd en in gebruik genomen. Sinds 1942 wordt de kapel beheerd door het St. Margaret's Chapel Guild.

## Beheer
Edinburgh Castle wordt sinds 1905 beheerd door Historic Scotland, net als het in een buitenwijk van Edinburgh gelegen Craigmillar Castle.

## Mythologie
Edinburgh Castle is onderwerp van verhalen uit de Schotse mythologie. Het zou de locatie zijn van verschillende spookverschijningen, zoals een doedelzakspeler die ronddwaalt langs de kantelen, een drummer zonder hoofd, gevangenen uit de tijd van Napoleon en een spookhond.

## Geboren
- Jacobus I van Engeland (1566-1625), koning van Schotland en Engeland